# Crespian
Crespian é uma comuna francesa na região administrativa de Occitânia, no departamento de Gard. Estende-se por uma área de 7,91 km². Em 2010 a comuna tinha 428 habitantes (densidade: 54,1 hab./km²).